# Davis Junction (Illinois)
Davis Junction est un village situé au nord-est du comté d'Ogle dans l'Illinois, aux États-Unis,. Il est incorporé le 12 juin 1978. Le village est baptisé en mémoire de Jeremiah Davis (en), un pionnier. Fondé durant les années 1870, il est implanté à l'intersection de deux lignes de chemin de fer, le long de l'Illinois Route 72 (en).

## Démographie
Lors du recensement de 2010, le village comptait une population de 2 373 habitants. Elle est estimée, en 2016, à 2 249 habitants.

### Source de la traduction
- (en) Cet article est partiellement ou en totalité issu de l’article de Wikipédia en anglais intitulé « Davis Junction, Illinois » (voir la liste des auteurs).